# Marcus Nilson
Marcus Rolf Börje Nilson (* 1. März 1978 in Bålsta) ist ein ehemaliger schwedischer Eishockeyspieler, der im Verlauf seiner aktiven Karriere zwischen 1994 und 2015 unter anderem 555 Spiele für die Florida Panthers und Calgary Flames in der National Hockey League auf der Position des linken Flügelstürmers bestritten hat. Darüber hinaus absolvierte er weitere 483 Partien in seiner Heimat für Djurgårdens IF und HV71 aus der schwedischen Elitserien bzw. Svenska Hockeyligan. Seine größten Karriereerfolge feierte Nilson im Trikot der schwedischen Nationalmannschaft mit dem Gewinn zahlreicher Medaillen bei Weltmeisterschaften. Sein Bruder Patrik war ebenfalls professioneller Eishockeyspieler.

## Karriere
Der 1,88 m große Flügelstürmer begann seine Karriere bei Djurgårdens IF, für die er schließlich ab 1995 auch in der Elitserien, der höchsten schwedischen Profispielklasse, eingesetzt wurde. Beim NHL Entry Draft 1996 wurde der Rechtsschütze als 20. in der ersten Runde von den Florida Panthers ausgewählt (gedraftet).
1998 ging Nilson schließlich nach Nordamerika, wo er für die Panthers seine ersten NHL-Einsätze absolvierte, die meiste Zeit aber bei deren Farmteam, den Beast of New Haven, in der American Hockey League eingesetzt wurde. In der Saison 2000/01 avancierte der Angreifer zum Stammspieler in Florida, am 8. März 2004 wurde er jedoch im Tausch gegen einen Zweitrundenpick für den Draft 2004 zu den Calgary Flames transferiert. Die Panthers benutzten den Draftpick schließlich um David Booth auszuwählen. Während des Lockouts in der Spielzeit 2004/05 kehrte der Schwede für eine Saison zu seinem Heimatverein Djurgårdens IF zurück.
Nach zehn Jahren verließ Nilson im Sommer 2008 die NHL und wechselte zu Lokomotive Jaroslawl in die neu gegründete Kontinentale Hockey-Liga. Zur Saison 2009/10 kehrte er nach Schweden zu seinem Jugendklub Djurgårdens IF und fungierte dort in der Spielzeit 2011/12 als Mannschaftskapitän. Im Juni 2012 unterschrieb der Angreifer zunächst einen Vertrag bei MODO Hockey, welcher jedoch bereits eine Woche später wieder aufgelöst wurde. Anschließend stand er zweieinhalb Jahre für HV71 auf dem Eis, bevor er im Januar 2015 erneut zu Djurgårdens IF zurückkehrte. Im Anschluss an die Saison 2014/15 erhielt Nilson keinen neuen Vertrag und ist seitdem ohne Verein.

### International
Mit der schwedischen Eishockeynationalmannschaft gewann Marcus Nilson bei der Weltmeisterschaft 2003 die Silbermedaille, außerdem bestritt er den World Cup of Hockey 2004 sowie die U20-Weltmeisterschaften 1996 und 1997.

## Erfolge und Auszeichnungen
- 1998 Schwedischer Vizemeister mit Djurgårdens IF
- 2010 Schwedischer Vizemeister mit Djurgårdens IF
- 2010 Elitserien All-Star-Team

### International
| - 1995 Bronzemedaille bei der U18-Junioren-Europameisterschaft - 1996 Silbermedaille bei der U20-Junioren-Weltmeisterschaft - 1996 Bronzemedaille bei der U18-Junioren-Europameisterschaft - 1996 Bester Stürmer der U18-Junioren-Europameisterschaft | - 2003 Silbermedaille bei der Weltmeisterschaft - 2009 Bronzemedaille bei der Weltmeisterschaft - 2010 Bronzemedaille bei der Weltmeisterschaft |

## Karrierestatistik

### International
Vertrat Schweden bei:
| - U18-Junioren-Europameisterschaft 1995 - U20-Junioren-Weltmeisterschaft 1996 - U18-Junioren-Europameisterschaft 1996 - U20-Junioren-Weltmeisterschaft 1997 - U20-Junioren-Weltmeisterschaft 1998 | - Weltmeisterschaft 2003 - World Cup of Hockey 2004 - Weltmeisterschaft 2008 - Weltmeisterschaft 2009 - Weltmeisterschaft 2010 |

(Legende zur Spielerstatistik: Sp oder GP = absolvierte Spiele; T oder G = erzielte Tore; V oder A = erzielte Assists; Pkt oder Pts = erzielte Scorerpunkte; SM oder PIM = erhaltene Strafminuten; +/− = Plus/Minus-Bilanz; PP = erzielte Überzahltore; SH = erzielte Unterzahltore; GW = erzielte Siegtore; 1 Play-downs/Relegation; Kursiv: Statistik nicht vollständig)